# المرجع الذاتي

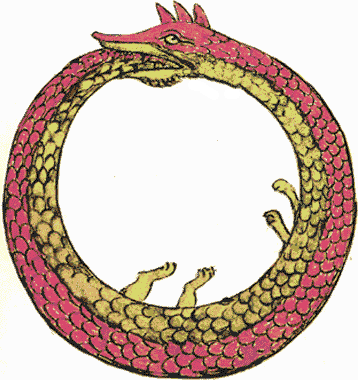
الرمز القديم الأوربوروس ، وهو تنين يستهلك نفسه باستمرار، يدل على الإشارة الذاتية.

تحدث الإشارة الذاتية باللغات الطبيعية أو الرسمية عند جملة، فكرة، أو الصيغة نفسها.التعبير يمكن ان يعبر عنه (يتم التعبير عنه)اما بشكل مباشر –من خلال  جملة أو صيغة وسيطة – أو عن طريق بعض الترميز. في الفلسفة، يشير أيضا إلى قدرة الشخص على التحدث عن نفسه أو الإشارة اليه، أي ان يكون لديه نوع الفكر الذي يعبر عنه ضمير المفرد (انا) في حالة الرفع في اللغة اللاتينية.
يتم دراسة المرجع الذاتي وله تطبيقات في الرياضيات والفلسفة، برمجة الحاسوب، علم التحكم الالي من الدرجة الثانية، واللغويات. كذلك في الدعابة، احيانا تكون البيانات المرجعية متناقضة، ويمكن اعتبارها متكررة.

## في المنطق والرياضيات والحوسبة

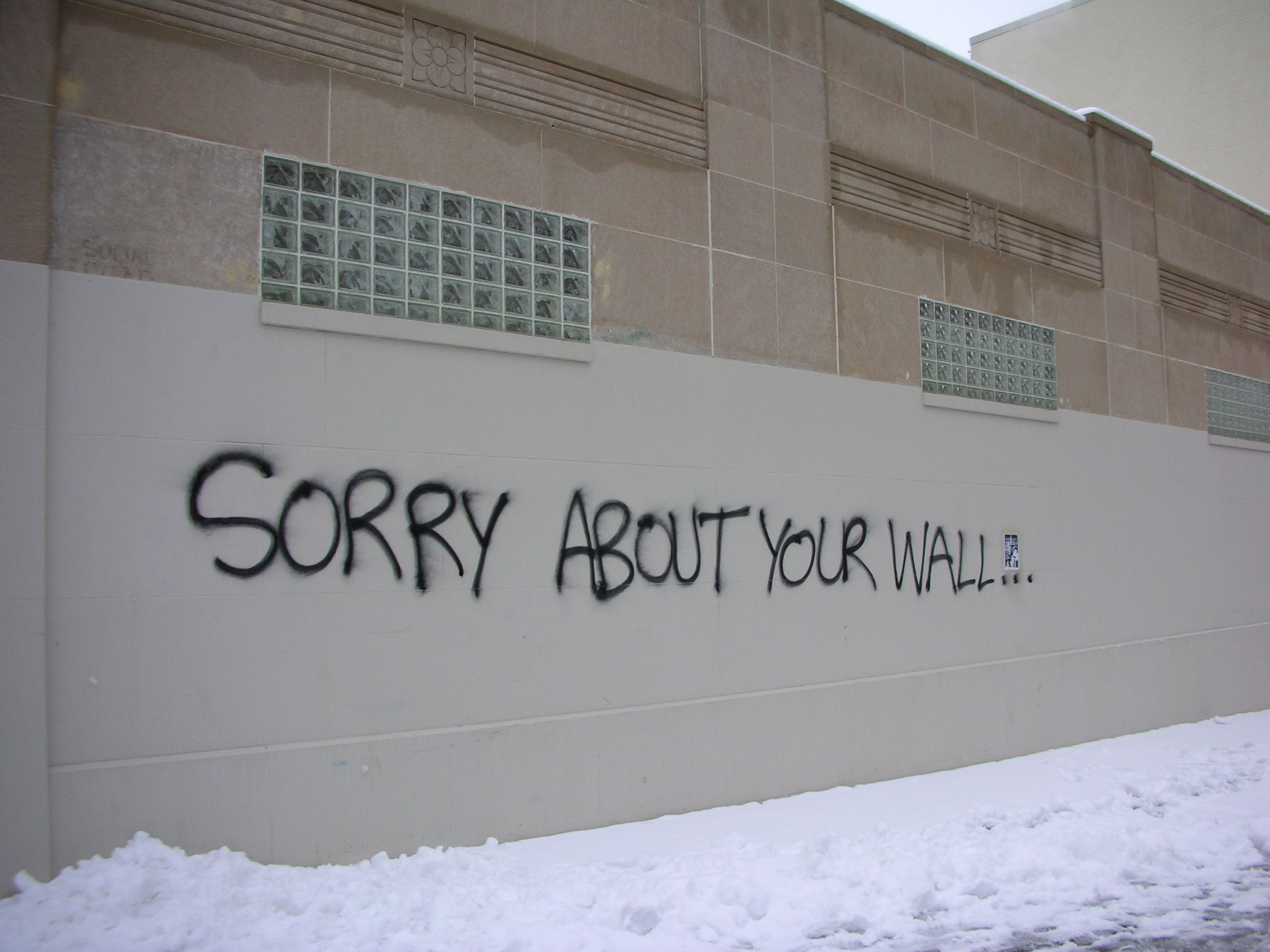
مثال عن المفارقات

في الفلسفة الكلاسيكية، تم إنشاء المفارقات (المتناقضات) من قبل مفاهيم مرجعية ذاتية مثل: القدرة الكلية /المطلقة للسؤال عن عما إذا كان من الممكن  وجود (كائن /مخلوق) قوي لدرجة انه يمكنه ان يخلق حجرا لا يستطيع رفعه. كانت المفارقة المنطقية المرجعية الذاتية مرتبطة بعبارات «جميع الكريتيين كاذبون» عندما نطق بها أحد الاغريقيين القدماء من كريتي، واحدة من اولى النسخ المسجلة. الفلسفة المعاصرة تستخدم احيانا نفس الاسلوب لإثبات ان المفهوم المفترض لا معنى له أو غير (غير محدد / غير واضح).
في نظرية الرياضيات والحساب، المرجع الذاتي (المعروف أيضا باسم اللامحدودية) هو المفهوم الاساسي  في اثبات قيود العديد من الانظمة. نظرية جوديل تستخدمه لإظهار انه لا يوجد نظام رسمي ثابت للرياضيات يمكن ان يحتوي على جميع الحقائق الرياضية الممكنة، لانه لا يمكنه اثبات بعض الحقائق حول بنيته الخاصة.يظهر ما يعادل وقف المشكلة،  في نظرية الحساب  الكمبيوتر القيام بها، تظهر انه هنالك دائما بعض المهام التي لا يستطيع الكمبيوتر القيام بها، أي التفكير بنفسه. تتعلق البراهين بتقليد طويل من المفارقات الرياضية مثل مفارقة راسل ومفارقة بيري، وفي النهاية بالمفارقات الكلاسيكية.
في نظرية اللعبة (اللعب ), يمكن ان تحدث السلوكيات غير محددة حيث يجب على لاعبين ان يصوغا الحالات والسلوكيات العقلية لبعضهم البعض، مما يؤدي إلى تراجع لا نهائي.
في برمجية الكمبيوتر، يحدث المرجع الذاتي في الانعكاس، حيث يمكن للبرنامج قراءة أو تعديل التعليمات الخاصة به مثل أي بيانات أخرى. تدعم العديد من لغات البرمجة التفكير إلى حد ما بدرجات متفاوتة من التعبير. بالإضافة إلى ذلك، ينظر إلى المرجع الذاتي في التكرار (المتعلق بعلاقة التكرار الرياضي) في البرمجة الوظيفية، حيث تشير بنية الشفرة إلى نفسها أثناء الحساب. لقد كان «ترويض/ تأليف» المرجع الذاتي من المفاهيم التي يحتمل ان تكون متناقضة إلى تكرار حسن التصرف كان أحد النجاحات العظيمة لعلوم الكمبيوتر، ويستخدم الآن بشكل روتيني، على سبيل المثال، في كتابة المترجمين باستخدام أم أل. يعرف استخدام مترجم لتجميع نفسه باسم التمهيد  من الممكن كتابة التعليمات البرمجية ذاتية التعديل (البرامج التي تعمل على نفسها), سواء باستخدام المجمع أو باللغات الوظيفية مثل ليسب ولكن يتم تثبيطها بشكل عام في البرمجية الواقعية.تستفيد اجهزة الحاسوب بشكل اساسي من المرجع الذاتي في ((قلاب)الكترونيات ), وهي الوحدات الاساسية للذاكرة الرقمية، والتي تحول العلاقات الذاتية المنطقية المتناقضة إلى ذاكرة من خلال توسيع شروطها بمرور الوقت. التفكير من منظور المرجع الذاتي هو جزء منتشر من ثقافة المبرمجين، مع وجود العديد من البرامج والاختصارات المسماة مرجعية ذاتية كشكل من اشكال الفكاهة، مثل جنو (جنو وليس يونكس) و (صنوبر وليس الدردار).تم تسمية جنو (هيرد) صيغة توبير المرجعية الذاتية هي فضول رياضي يرسم صورة لصيغته الخاصة.

## في علم الاحياء
ان بيولوجيا التكاثر الذاتية المرجعية، كما تتجسد في اليات تكرار الحمض النووي والحمض النووي الريبوزي.تم العثور على نماذج من النسخ الذاتي المتماثل في لعبة الحياة في كونواي وقد الهمت انظمة هندسية مثل الطابعة ثلاثية الابعاد ذات النسخ المتماثل (مشروع رب راب ).

## في الفن
تحدث الإشارة الذاتية في الادب والفيلم عندما يشير المؤلف إلى عمله الخاص في سياق العمل نفسه. تشمل الامثلة  دون كيخوتي لميغيل دي سيرفانتس، وشكسبير حلم منتصف ليلة الصيف والعاصفة والليلة الثانية عشرة او كما تشاء،  دنيس ديدرو، جاك القدري، اتيا كالفينو  في ليلة شتاء مسافر. العديد من القصص لينكولاي غوغول، وضائع في بيت المرح بقلم جون بارث، شخصيات لويجي بيرانديللو الست  بحثا عن مؤلف، فيديريكو فيليني 8½ وغرفة براين فوربس الغرفة على شكل حرف ال. استخدم كاتب الخيال التأملي صموئيل أر ديلاني هذا في روايته نوفا ودالغرين. في السابق، كانت كايتن (روائية مسافرة للفضاء) حذرة من لعنة طويلة الامد حيث يموت روائي قبل اكمال أي عمل معين. تنتهي نوفا بمنتصف الجملة، مما يضفي مصداقية على اللعنة وادراك ان الروائي هو كاتب القصة، وبالمثل، في جميع انحاء دالغرين يوجد ديلاني بطل الرواية يدعى ببساطة الطفل أو كيد في بعض الاقسام، والذي تمثل حياته وعمله صورا معكوسة لانفسهم وللرواية نفسها. في فيلم الخيال العلمي الساخر سبيسببولز، يتضمن المخرج ميل بروكس مشهدا حيث الشخصيات الشريرة يشاهدون نسخة VHS  من قصتهم الخاصة، والتي تظهر لهم وهم يشاهدون انفسهم «يشاهدون انفسهم», اعلان لا نهائي.ربما يكون اقرب مثال في الياذة هوميروس، حيث تنتدب هيلين طروادة:«لاجيال لم تولد بعد سنعيش في أغنية» (تظهر في الاغنية نفسها). يرتبط المرجع الذاتي في الفن ارتباطا وثيقا بمفاهيم كسر الجدار الرابع والمرجع الفوقي والذي غالبا ما يتضمن المرجع الذاتي. تتلاعب القصص الفقيرة لخورفي لويس بورخيس بالإحالة الذاتية والمفارقة ذات الصلة بعدة طرق.يتكون الشريط الاخير من فيلم صمويل بيكت كراب بالكامل من البطل الذي يستمع لنفسه ويقوم بالتسجيلات، معظمها عن تسجيلات أخرى. خلال التسعينات والعقد الأول من القرن الحادي والعشرين، كان المرجع الذاتي للفيلم جزء شائع من حركة الواقع المطاطي، ولا سيما في افلام تشارلي كوفمان ان تكون جون مالكوفيتش والتكيف (فيلم) حيث دفع الاخير المفهوم إلى نقطة الانهيار حيث يحاول تصوير ابداعه الخاص، في نسخة درامية من تأثير دروست.
يشتهر الرسام السريالي رينيه ماغريت بأعماله المرجعية الذاتية. تتضمن لوحته «خيانة الصور» عبارة «هذا ليس أنبوبا»، والتي تعتمد حقيقتها بالكامل على ما إذا كانت كلمة ceci (باللغة الإنجليزية، «هذا») تشير إلى الأنبوب المصور - أو إلى اللوحة أو الكلمة أو الجملة نفسها. يحتوي فن ايشر أيضا على العديد من المفاهيم المرجعية الذاتية مثل رسم الأيدي نفسها.

## في اللغة
تسمى الكلمة التي تصف نفسها كلمة تلقائية (أو اسم مستقل). ينطبق هذا بشكل عام على الصفات، على سبيل المثال  سيسكويبيداليان   أي  هي كلمة، ولكن يمكن أن ينطبق أيضا على أجزاء أخرى من الكلام، مثل TLA ، كاختصار من ثلاثة أحرف ل «اختصار من ثلاثة أحرف».
الجملة التي تسرد حروفها وعلامات الترقيم الخاصة بها تسمى مخطط تلقائي.
هناك حالة خاصة من الجملة الفوقية التي يكون فيها محتوى الجملة في اللغة الفوقية ومحتوى الجملة في لغة الكائن متماثلين. مثل هذه الجملة تشير إلى نفسها. ومع ذلك، يمكن أن تؤدي بعض الجمل الوصفية من هذا النوع إلى مفارقات. «هذه جملة.» يمكن اعتبارها جملة وصفية مرجعية ذاتية من الواضح أنها صحيحة. ومع ذلك، فإن «هذه الجملة خاطئة» هي جملة وصفية تؤدي إلى مفارقة مرجعية ذاتية. ويمكن أن تؤدي هذه الأحكام إلى مشاكل، على سبيل المثال، في القانون، حيث يمكن للبيانات التي تجلب القوانين إلى حيز الوجود أن تتناقض مع بعضها البعض أو مع نفسها. ادعى كورت غودل أنه وجد مثل هذه المفارقة في الدستور الأمريكي في حفل جنسيته.
تحدث الإشارة الذاتية أحيانا في وسائل الإعلام عندما يطلب منها الكتابة عن نفسها، على سبيل المثال، تقارير بي بي سي عن خفض الوظائف في بي بي سي. قد تكون هناك حاجة إلى موسوعات بارزة لعرض مقالات عن نفسها، مثل مقالة ويكيبيديا على ويكيبيديا.
قواعد التخبط هي قائمة من قواعد القواعد النحوية والكتابة الجيدة، والتي تظهر من خلال الجمل التي تنتهك تلك القواعد نفسها، مثل «تجنب الكليشيهات مثل الطاعون» و «لا تستخدم أي سلبيات مزدوجة». تمت صياغة المصطلح في قائمة منشورة من هذه القواعد من قبل ويليام سافير.

## في الثقافة الشعبية
تلعب كتب دوغلاس هوفشتادتر، وخاصة ثيماس ميتاماجيكال وغودل وإيشر وباخ، مع العديد من المفاهيم المرجعية الذاتية وكانت مؤثرة للغاية في إدخالها في الثقافة الفكرية السائدة خلال فترة الثمانينات  (1980).قانون هوفشتادتر، الذي يحدد أن «الأمر يستغرق دائما وقتا أطول مما تتوقع، حتى عندما تأخذ في الاعتبار قانون هوفشتادتر» هو مثال على القول المأثور المرجعي الذاتي. اقترح هوفشتادتر أيضا مفهوم «مراجعات هذا الكتاب»، وهو كتاب يحتوي على مراجعات فقط لنفسه، والذي تم تنفيذه منذ ذلك الحين باستخدام مواقع الويكي وغيرها من التقنيات. تحاول ميتافيزيقا هوفشتادتر «الحلقة الغريبة» رسم خريطة الوعي على المرجعية الذاتية، ولكنها موقف أقلية في فلسفة العقل.
أصبح النوع الفرعي من «الخيال العلمي المتكرر» أو ما وراء الخيال واسع النطاق الآن لدرجة أنه عزز ببليوغرافيا يحتفظ بها المشجعون على موقع جمعية نيو إنجلاند للخيال العلمي. بعضها يتعلق بالخيال العلمي، وبعضها عن الخيال العلمي ومؤلفيه.

## في القانون
العديد من الدساتير مرجعية ذاتيا، مما يجعل من الصعب تعديل نفسها أكثر من قانون بسيط.